# Patton – Pansargeneralen
Patton – Pansargeneralen (originaltitel: Patton) är en amerikansk biografisk krigsfilm från 1970 i regi av Franklin J. Schaffner, med manus av Francis Ford Coppola och Edmund H. North. George C. Scott spelar titelrollen som den amerikanske generalen George S. Patton och i övriga huvudroller ses Karl Malden, Michael Bates och Karl Michael Vogler. Filmen hade svensk premiär 26 mars 1970 i 70 mm kopia på biografen Rigoletto i Stockholm.

## Handling
Filmen handlar om den amerikanske pansargeneralen George S. Patton (spelad av George C. Scott) som under andra världskriget ledde amerikanska pansarstyrkor i Nordafrika och sedermera i Europa. Filmen speglar personen Patton, en omstridd och säregen general som firade stora segrar men också hamnade i blåsväder efter olika uttalanden, och därför också periodvis var entledigad från sina uppdrag. I filmen får man följa Pattons entré bland soldaterna i Nordafrika och vägen till Europa via Sicilien och sedermera slutet av kriget med bland annat striderna i Ardennerna vintern 1944–1945. 

## Rollista i urval
- George C. Scott - general George S. Patton, Jr.[6]
- Karl Malden - general Omar N. Bradley
- Michael Bates - fältmarskalk Bernard Montgomery
- Edward Binns - general Walter Bedell Smith
- Lawrence Dobkin - överste Gaston Bell
- John Doucette - generalmajor Lucian K. Truscott
- James Edwards - sergeant William George Meeks
- Frank Latimore - överstelöjtnant Henry Davenport
- Richard Münch - generalöverste Alfred Jodl
- Morgan Paull - kapten Richard N. Jenson
- Siegfried Rauch - major Oskar Steiger
- Paul Stevens - överste Charles R. Codman
- Michael Strong - brigadgeneral Hobart Carver
- Karl Michael Vogler - fältmarskalk Erwin Rommel
- Stephen Young - kapten Chester B. Hansen
- Abraxas Aaran - Willy, general Pattons hund
- Peter Barkworth - överste John Welkin
- John Barrie - generallöjtnant Arthur Coningham
- David Bauer - generallöjtnant Harry Buford
- Tim Considine - menige Charles Kuhl, soldat som general Patton slår
- Albert Dumortier - marockansk minister
- Gerald Flood - general Arthur Tedder
- Jack Gwillim - general Harold Alexander
- David Healy - präst
- Bill Hickman - general Pattons förare
- Sandy Kevin - krigskorrespondent
- Cary Loftin - general Bradleys förare
- Alan MacNaughtan - brittisk officer
- Lionel Murton - pastor James H. O'Neill
- Clint Ritchie - pansarkapten
- Douglas Wilmer - generalmajor Freddie de Guingand
- Patrick J. Zurica - förstelöjtnant Alexander Stiller
- Harry Morgan - anti-Patton-senator (ej krediterad)

## Priser och utmärkelser
Scotts framförande i filmen gav honom en Oscar för bästa manliga huvudroll vid Oscarsgalan 1971. Han avstod dock priset då han tyckte illa om röstningen och även själva konceptet om skådespelartävlingar. Han var den första skådespelaren som gjorde så.
Filmen vann ytterligare sex Oscarspriser: för Bästa film, Bästa regi, Bästa originalmanus, Bästa ljud (Douglas Williams, Don Bassman), Bästa scenografi (Urie Mccleary, Gil Parrondo, Antonio Mateos, Pierre-Louis Thévenet) och Bästa klippning. Filmen nominerades också för priser för Bästa filmmusik,  Bästa foto och Bästa specialeffekter. Den vann även en Golden Globe för Scotts roll.